# Тиёда (бронеавтомобиль)
Бронеавтомобиль Тиёда — первый разработанный в Японии бронированный автомобиль, который официально был принят на вооружение Императорской армией Японии и выпускался с 1932 по 1937 годы.

## История и разработка
Разработка первого японского бронеавтомобиля была начата в 1930 году на автомобильном заводе Chiyoda в «Токио Гасу Дэнки К. К.» (Tokyo Gas and Electric Industries, сегодня Hino Motors) на основе своего 6-колёсного грузового автомобиля Тип Q под обозначением «Тип QSW».
Опытный образец нового броневика компании «Тиёда» был собран в 1931 году и вскоре прошёл необходимые испытания. В этом проекте учитывался опыт проектирования и эксплуатации подобных машин, что позволило получить приемлемые характеристики и возможности. Как следствие, по результатам испытаний бронеавтомобиль приняли на вооружение. Официальный документ о принятии на вооружение был подписан в 1932 году, в результате чего броневик получил армейское обозначение «Тип 92» (в соответствии с годом японского календаря — 2592). Таким образом, Тип 92 стал первым принятым на вооружение бронеавтомобилем, полностью разработанным в Японии.
Всего, с 1932 по 1937 было выпущено порядка 200 бронемашин этого типа.

## Конструкция
Схема бронирования и расположения колёс были похожи на разработанный в Великобритании бронеавтомобиль «Уолсли», который использовался японской армией.

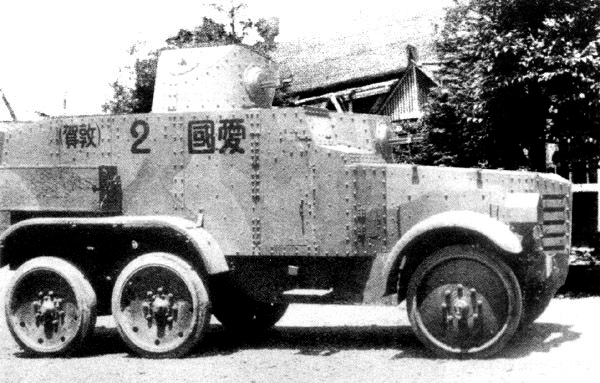
Бронеавтомобиль Тиёда, 1935 год

Ходовая часть серийного автомобиля была незначительно доработана. В её основе остались три моста с подвеской на листовых рессорах. Передние колёса были выполнены управляемыми; задние оси соединялись с трансмиссией. Четыре спицевых колеса «Уолсли» были заменены шестью дисковыми колесами с твёрдой резиновой шиной. Диски задних колёс с целью снижения массы имели перфорацию. Вместо пневматических шин использовали цельнолитые резиновые изделия. Базовое шасси также должно было сохранять штатные крылья над колёсами.
Башня имела цилиндрическое основание с наклонной (в направлении движения) правой верхней частью. В этом наклонном участке для противовоздушной обороны был установлен пулемёт. Ещё одна пулемётная установка была помещена в передней части башни. Третий пулемёт располагался в лобовом листе корпуса, рядом с рабочим местом водителя. Он предназначался для стрельбы в переднюю полусферу в пределах ограниченного сектора. Фактически он был дополнением к «основным» башенным пулемётам.
Экипаж броневика «Тиёда» / «Тип 92» состоял из трёх человек. В передней части обитаемого отсека размещались водитель и стрелок. Пост управления с рабочим местом механика-водителя находился у правого борта. Слева от него располагался стрелок. Водитель должен был следить за дорогой при помощи прямоугольного лобового люка. В боевой обстановке люк закрывался крышкой со смотровой щелью.
Подвижность бронеавтомобилю 2592 обеспечивал шестицилиндровый рядный карбюраторный двигатель жидкостного охлаждения, развивавший мощность 55,2 кВт (75 л. с.) при 3000 об/мин что позволяло 5,85-тонной машине двигаться по дорогам с твёрдым покрытием с максимальной скоростью 60 км/ч.

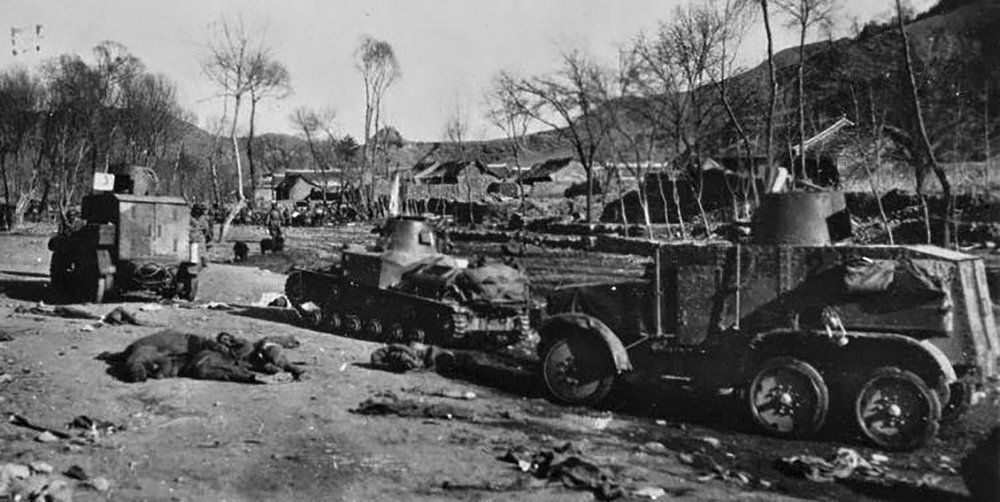
Бронеавтомобили Тип 92 Тиёда и малый танк Тип 92 вступают в китайскую деревню, 1930-е годы

## Боевое применение
Бронеавтомобили Тип 92 участвовали в японской интервенции в Маньчжурию в 1931 году и были задействованы в Первом Шанхайском сражении. Машины применялись как в боевых действиях, так и для несения полицейской службы. К 1937 году начался процесс замены этих машин танкетками Те-Ке, которые могли решать те же задачи, что и «Тип 92», при этом имея определённые преимущества перед броневиками. Документальных свидетельств о применении Тип 92 во Второй мировой войне нет.